# Phim truyện truyền hình Trung Quốc

Những bộ phim truyền hình Trung Quốc nổi tiếng nhất chủ yếu thuộc thể loại cổ trang

Phim truyền hình Trung Quốc (tiếng Trung: 中国电视连续剧) hay phim truyền hình Trung Quốc đại lục (tiếng Trung: 中国大陆电视剧), hoặc gọi đơn giản là phim truyền hình đại lục (tiếng Trung: 大陆电视剧), tức phim bộ Trung Quốc, thường có nét tương đồng với thể loại phim truyện truyền hình (tiếng Anh: television drama) ở Bắc Mỹ nhưng dài tập hơn. Trung Quốc là quốc gia sản xuất ngày càng nhiều phim truyền hình, cụ thể là hơn 15.000 tập phim vào năm 2014. Thể loại phim phổ biến nhất ở Trung Quốc là dòng phim tình cảm cổ trang, với con số 47 trong tổng cộng 50 bộ phim được xem nhiều nhất ở nước này vào năm 2016. Phim truyện Trung Quốc khá là phổ biến và được chiếu thường xuyên trên sóng truyền hình các nước Đông Nam Á và Nam Á, đặc biệt là tại Việt Nam, Malaysia, Singapore, Thái Lan, Indonesia, Philippines, Sri Lanka và Campuchia.
Ở thập niên 1980, bộ phim truyền hình đã đi vào lòng quần chúng bình dân và được chiếu lại nhiều lần ở Trung Quốc, Việt Nam và nhiều nước châu Á cho đến nay là Tây Du Ký bản năm 1986 do Lục Tiểu Linh Đồng thủ vai Tề Thiên Đại Thánh Tôn Ngộ Không. Đây được xem là một bộ phim kinh điển để đời, một thành công rực rỡ của nền điện ảnh Hoa lục.
Kể từ thập niên 1990, thể loại phim lịch sử và dã sử đã và đang thống trị vào giờ cao điểm trên sóng truyền hình, điển hình là bộ phim nổi tiếng Tam Quốc Diễn Nghĩa. Xu hướng này lên đến đỉnh điểm vào khoảng thời gian cuối những năm 1990 - đầu những năm 2000 với một số lượng lớn phim cung đình được chiếu trên màn ảnh nhỏ.
Các bộ phim truyền hình Trung Quốc nổi tiếng (chủ yếu thuộc dòng phim cổ trang) như Lang Nha Bảng, Hoa Thiên Cốt, Tam sinh tam thế thập lý đào hoa, Cẩm tú Vị Ương, Yêu em từ cái nhìn đầu tiên, Hậu cung Chân Hoàn truyện, Bộ bộ kinh tâm, Diên Hi công lược, Hương mật tựa khói sương, Trần tình lệnh  và nhiều hơn nữa thường bỏ túi hàng tỷ lượt xem trên các trang web phát video phổ biến nhất của Trung Quốc như: iQiyi, Youku và QQ Video. Một vài bộ phim phổ biến và được đón nhận rộng rãi đến mức còn được làm lại thành nhiều phiên bản ngôn ngữ khác nhau cũng như làm phiên bản kế tiếp.
Các bộ phim ra đời với một thể loại riêng biệt, cụ thể như tình cảm lãng mạn, phim hài, kinh dị, phim gia đình, thể thao hoặc hỗn hợp các thể loại này trong bối cảnh cổ đại, lịch sử, Dân quốc hay hiện đại để nêu bật lên chủ đề và phù hợp với sở thích, thị hiếu của khán giả. Phim truyện truyền hình Hoa ngữ thường được phân loại theo khu vực mà nó được sản xuất, ví dụ như phim truyền hình đại lục, phim truyền hình Đài Loan, phim truyền hình Hồng Kông và phim truyền hình Singapore. Mỗi nơi, mỗi quốc gia lại khác nhau ở phong cách quay phim và khuôn mẫu hiệu chỉnh, biên tập phim. Hầu hết đều hàm chứa các yếu tố tình cảm lãng mạn, gia đình và bạn bè với sự kết hợp của các chủ đề văn hóa đại chúng.
Cùng với sự phát triển kinh tế xã hội của Trung Quốc, nền điện ảnh cũng phát triển theo, do đó ngày càng nhiều nhà làm phim, chuyên viên điện ảnh, đạo diễn và tài tử Hồng Kông, Đài Loan chuyển sang thị trường Trung Quốc tập trung lập nghiệp, trong đó những trường hợp tài năng của họ một số người không được phát triển đúng mức ở môi trường cũ, khi sang đại lục thì trở thành minh tinh hạng A nổi tiếng, như trường hợp của ca sĩ Đài Loan Hoắc Kiến Hoa. Hiện tượng này góp phần làm thăng tiến cho phim ảnh Trung Quốc đại lục, nhưng đồng thời cũng khiến cho nền điện ảnh các quốc gia và vùng lãnh thổ Hoa ngữ khác bị thoái trào, bởi các tài năng đều chuyển sang Trung Quốc lập nghiệp, dẫn đến hiện tượng chảy máu chất xám trong lĩnh vực điện ảnh. Một trường hợp khác là nhà sản xuất, đạo diễn nổi tiếng Lý Quốc Lập của đài TVB Hồng Kông từ chối ký gia hạn hợp đồng mà chuyển sang làm việc cho hãng phim Ảnh thị Thượng Hải ở Trung Quốc, sau nổi danh với loạt phim Tiên Kiếm Kỳ Hiệp truyện.
Hiện tại, các dòng phim mang đậm bản sắc của phim truyền hình đại lục là dòng phim chính kịch (thường là các đề tài chống tham nhũng tiêu cực, hình sự phá án, chiến tranh tình báo, chiến tranh kháng Nhật với bối cảnh thời Dân quốc), phim thần tượng, phim thanh xuân, phim dã sử cung đấu (đấu tranh trong cung đình), và dòng phim ngôn tình, vốn xưa kia thuộc sở trường của điện ảnh Đài Loan.

## Phim chính kịch truyền hình

### Chính kịch truyền kỳ (chính kịch lịch sử):
Phim chính kịch truyền kỳ có thể được gọi là đặc sản số một của dòng phim chính kịch Trung Quốc. Đây là các bộ phim hoành tráng về mọi mặt. Nội dung chính đa số là về các vị Hoàng đế nổi tiếng trong lịch sử Trung Quốc, những cuộc tranh quyền đoạt vị tạo dấu ấn lớn trong lịch sử. Về kịch bản đều được những nhà biên kịch tài năng viết ra, cùng với sự đầu tư công phu, chuẩn đến từng câu thoại. Những tình tiết trong phim được xây dựng gần sát với chính sử, được đa số giới học thuật chấp nhận. Ngoài ra, dòng phim này còn khai thác những tiểu thuyết chính sử làm nền tảng cho kịch bản, lấy ví dụ như bộ phim Vương triều Ung Chính, nó vốn được nhà biên kịch chắp bút từ tác phẩm văn học.
Mảng chế tác thì những tác phẩm này đều được các tập đoàn quốc doanh sản xuất. Bởi, những bộ phim sử thi hoành tráng thì số lượng nhân lực cùng với chi phí là vô cùng đồ sộ. Nó phải hợp tác với rất nhiều ban ngành nên lúc nào cũng có sự bảo trợ của Nhà nước về mặt vật chất lẫn tinh thần. Chưa kể, các mặt phục trang, bối cảnh trong phim gần như phục dựng chính xác thời kỳ nó xảy ra, độ chân thực cực kỳ cao. Vậy nên trên thực tế, thể loại phim này ít thu hút giới trẻ do gu thẩm mỹ không phù hợp. Chính vì độ nghiêm túc cực kỳ cao của thể loại phim này nên những ai không thích thì xem nó chẳng khác gì coi phim tài liệu.
Về hình thức tiếp cận công chúng, những bộ phim này không bao giờ đầu tư về mặt quảng cáo vì "giờ vàng" trên các kênh truyền hình trung ương chắc chắn thuộc về nó. Và thể loại này chưa bao giờ đặt nặng về mặt doanh thu, vì bản chất nó giống như một cuốn sách lịch sử, dùng để chiêm ngưỡng, để suy ngẫm chứ không phải để giải trí. Mỗi khi đến dịp giao lưu văn hóa, dòng phim này được giới thiệu và tặng nhiều nhất.
Về mặt nhân lực, thù lao cho các thành viên đoàn làm phim này chưa bao giờ cao dù thời gian, công sức mà những người đạo diễn, diễn viên, hậu trường đầu tư cho nó thì không hề ít. Mỗi bộ phim sử thi đồ sộ này thời gian quay có khi cả năm trời, môi trường làm việc khắc nghiệt cùng sự đòi hỏi rất cao về mặt diễn xuất, chế tác. Nhưng đối với mỗi người diễn viên tham gia tác phẩm này thì đó là niềm tự hào, là sự kiêu hãnh, là điểm son trong sự nghiệp của họ. Vì danh giá như thế nên diễn viên chính trong những bộ phim này đều là những "cây đa cây đề" trong giới nghệ thuật, ngay cả những vai phụ cũng phải là những người có tiếng. Vì đầu tư nhiều như thế nên số lượng phim của thể loại này không nhiều, bản quyền của nó đều thuộc đài truyền hình Trung ương, thuộc sự quản lý của nhà nước.
Một số ví dụ có thể kể đến như: Mặt trời lặn sau Tử Cấm Thành 日落紫禁城 (năm 1997), Tần Thủy Hoàng (năm 2001),...

### Chính kịch xã hội:
Đây là dòng phim chiếm một số lượng lớn trong dòng chính kịch. Nó đi sâu và khai thác rất nhiều chủ đề. Có thể phân làm ba nhánh chính: Thể loại phim hình sự phá án, phim về các vấn đề xã hội, và phim gia đình.

#### Phim hình sự phá án
Có thể nói đây là loại phim chiếu khá nhiều trên sóng truyền hình từ trước những năm 2000 và gần như biến mất trong mấy năm gần đây. Nội dung chính là phá các vụ án trong lĩnh vực phòng chống ma túy, tội phạm hình sự... Về đại thể, nó là cuộc tranh đấu giữa chính và tà, đại diện một bên là cảnh sát bên còn lại là tội phạm. Nhưng không phải vì thế mà nội dung của chúng sẽ rập khuôn và không hấp dẫn. Mỗi bộ phim có thể gồm nhiều vụ án hay một vụ kéo dài cả bộ phim đều khiến khán giả tập trung không bỏ sót một tập nào. Tình tiết trong phim có một sự kết nối vô cùng chặt chẽ nhưng cũng không kém phần bất ngờ khi được bật mí gây sốc không ít. Tiết tấu trong phim chậm rãi theo lối đặc trưng của phim Trung Quốc chứ không dồn dập như của Mỹ hay Hồng Kông cùng thời. Cách phá án của cảnh sát thiên về suy luận, phân tích vấn đề, khán giả nhìn vụ án theo cái nhìn của bên cảnh sát là chính chứ chưa đi sâu vào bên phản diện. Tuy là phim phá án nhưng cũng có chèn thêm tình tiết tình cảm, mặc dù không sướt mướt nhưng cũng nhiều éo le. Tuy nhiên, có một cá biệt đó là chủ đề tham nhũng trong kinh tế chính trị. Những bộ phim thuộc chủ đề này thường có cấu tứ không kém gì dòng phim phá án hình sự với nội dung khá là sắc bén. Nó không thiên hẳn về đấu tranh giữa chính và tà mà còn là sự dằng xé nội tâm, những bước đi tới bình minh hay xuống thẳng địa ngục của từng nhân vật. Cũng như phim hình sự phá án, chủ đề nhạy cảm này gần như biến mất trên truyền hình mấy năm gần đây.

#### Phim về các vấn đề xã hội hiện đại
Dòng phim này khai thác các vấn đề mang tính xã hội vào thời điểm hiện tại và trong quá khứ. Nói một cách đơn giản là nó đề cập tới các vấn đề nổi cộm trong xã hội Trung Quốc vào thời điểm đó, ví dụ như chuyện học hành thi cử hay chuyện an sinh xã hội, hoặc thậm chí là những vấn đề tạo dấu ấn lớn trong xã hội vào thời kỳ trước, tiêu biểu là về thời kỳ Cách mạng văn hóa. Dòng phim này có thể làm theo lối hài kịch nhằm giảm bớt phần căng thẳng, tô đậm tính cách nhân vật tạo tình huống hài nhưng vẫn xoay quanh, nhấn mạnh các vấn đề mà nó đề cập. Trên thực tế, loại phim này mang nặng tính tuyên truyền nhiều hơn.

#### Phim gia đình
Nếu như dòng phim phá án là cương thì đây chính là nhu. Nội dung có thể rất bình thường, là câu chuyện của một gia đình như bao gia đình khác trong xã hội. Thế nhưng kèm theo đó là những bài học khá sâu sắc về tình cảm gia đình. Các nhân vật được khắc họa một cách rất chân thực, rất đời với mọi cung bậc cảm xúc khác nhau. Và cũng chính những cái "rất đời" ấy lại khiến cho người xem dễ bị chìm sâu vào những cảm xúc mà phim mang lại. Khán giả có lúc sẽ bật cười với những trò lố do những người thân trong gia đình bày ra, rồi lại bật khóc nức nở trước những khoảng lặng tê tái của tình cảm ruột thịt. Ví dụ: Bộ phim Ly hôn kiểu Trung Quốc.
Nhìn chung, dòng phim này đa số sản xuất nhằm lấp đầy giờ phát sóng của các kênh CCTV, phù hợp với thị hiếu của giới trung niên, các ông các bác thì nghiền ngẫm dòng phim phá án, xã hội, các bà các mẹ thì coi phim gia đình. Chính vì thế nó chưa bao giờ làm theo mô-típ hay hình ảnh hào nhoáng, bóng bẩy phù hợp với sở thích của giới trẻ. Dòng phim này từ trước những năm 2000 đều là do nhà nước sản xuất, những năm gần đây thì các đơn vị tư nhân có lấn sân sang nhưng chưa đủ khả năng lấn át được trùm sò lâu năm là các hãng phim quốc doanh. Ngoài ra, dòng phim này thường không dễ đem lại lợi nhuận cao cho các hãng sản xuất.

### Chính kịch anh hùng:
Phim chính kịch anh hùng ý chỉ những tác phẩm chủ yếu lấy đề tài đấu tranh chính trị, đấu tranh nhân dân làm nổi bật phẩm chất các nhân vật anh hùng. Nếu như dòng phim chính kịch lịch sử là hàng đặc sản thì thể loại này giống như món ngon mỗi ngày. Có hai dạng chính là dã sử và phóng tác.
Về mặt nội dung của thể loại dã sử, các bộ phim này có phần dễ chịu hơn loại phim chính sử. Các câu chuyện được viết ra mang tính dân dã dễ hiểu nhưng có phần mơ hồ dễ gây tranh cãi. Các nhân vật trong dòng phim này đôi lúc được tô vẽ thêm bớt để nhấn mạnh tính anh hùng trong câu chuyện, dẫn đến có phần thiên lệch so với lịch sử. Chính vì vậy, dòng phim này có thể thu hút khán giả hơn nhưng lại bị giới nghiên cứu vạch lá tìm được cả đống sâu. Đơn cử như nhân vật Hòa Thân, theo chính sử ông nhỏ hơn Càn Long, Lưu Dung và Kỷ Hiểu Lam đến hơn mấy chục tuổi nhưng lên phim tuổi của ông lại ngang tầm với mấy vị kia.
Còn dạng phim phóng tác thì nhiều nhất là chuyển thể các tác phẩm văn học nổi tiếng về trường phái anh hùng như Tam quốc diễn nghĩa, Thủy hử, hay trường phái võ hiệp giang hồ thuộc hàng kinh điển của các tác giả lớn như Kim Dung, Cổ Long... Tuy là phóng tác nhưng phải có sự tôn trọng tối thiểu đối với các tác phẩm, cấu tứ trong nguyên bản vẫn được giữ lại gần như 90%. Còn một dòng phim thuộc dạng này nữa có thể hiểu nôm na là phim tiểu sử. Nó là câu chuyện về ý chí vươn lên của con người trong khó khăn, gầy dựng cơ nghiệp từ đống đổ nát hay hai bàn tay trắng tạo nên cơ đồ. Những nhân vật chính trong phim đa số đều được xây dựng từ nguyên mẫu nhưng không thể đánh đồng nhân vật trong phim là người ngoài đời thực vì đơn giản đó chỉ là nhân vật đã được anh hùng hóa. Ví dụ chính xác là các bộ phim Danh gia vọng tộc (năm 2001) hay Kiều gia đại viện (năm 2006).
Về chủ đề đấu tranh chính trị, khác với thể loại chính kịch truyền kỳ vốn tập trung chủ yếu vào mảng cổ đại thì dòng phim này lại đi sâu vào một mảng gần hơn là thời kỳ cận đại (hay còn gọi là thời Dân quốc), đặc biệt là quá trình kháng Nhật trong lịch sử Trung Quốc. Tuy nhiên, quá trình này không bao giờ là điểm nhấn trong phim, nó chỉ là một mắt xích quan trọng trong nội dung phim. Nó được thể hiện rõ nét, là mô-típ sẽ xuất hiện trong phim: lúc nào chính diện cũng là kháng Nhật, phản diện sẽ là người Nhật và thành phần Hán gian. Những nhân vật anh hùng gần như không phải người thật việc thật mà chỉ là sự hình tượng hóa nhân vật theo kiểu nhân dân đấu tranh kháng chiến chống Nhật. Tuy nhiên trên thực tế, chủ đề kháng Nhật này không mấy khi được các đơn vị chế tác quốc doanh ưu ái, bởi nó thường đề cao các nhân vật thuộc Quốc dân Đảng, mang tính đụng chạm chính trị, không phù hợp với tinh thần cách mạng của các đơn vị thuộc biên chế Chính phủ.
Nội dung của loại phim này sẽ là sự dung hòa giữa bi kịch và hài kịch, tình huống hài hước nằm đan xen tạo nên màu sắc đa dạng hơn. Lời thoại sẽ dễ hiểu hơn, tính giáo điều sẽ được tiết chế lại. Để phù hợp với thị hiếu khán giả, các tác phẩm này sẽ được đầu tư thêm về mặt kỹ xảo, khung hình sẽ tươi sáng hơn, gu thẩm mỹ trong phim sẽ có phần phù hợp với hiện đại nhưng không đi quá đà. Việc sản xuất những bộ phim kiểu này thường theo kiểu quốc doanh hoặc những công ty lớn mạnh về vốn đầu tư. Vấn đề quảng bá phim thì tùy theo đơn vị sản xuất. Nếu là nhà nước sản xuất thì việc quảng bá chỉ có một phần nhỏ, theo kiểu "hữu xạ tự nhiên hương", phim hay thì sẽ nổi. Bản thân nó là dạng đặt hàng phát sóng trên kênh CCTV, nên việc có lãi hay không không phải vấn đề mà nhà sản xuất bận tâm. Còn nếu đơn vị chế tác là tư nhân thì tất nhiên công đoạn quảng bá phải nhiều hơn, những dự án này đều buộc phải thu lãi để tạo tiếng vang. Những dự án này đối với các công ty tư nhân đều là tác phẩm đỉnh của năm. "Làm nghệ thuật nhưng phải kiếm được miếng ăn" là câu chính xác nhất khi nhắc tới loại phim này.
Về mặt nhân lực, nếu là phim quốc doanh thì việc chọn diễn viên sẽ dễ thở hơn dòng phim chính kịch lịch sử. Đây có thể coi là những đợt thử lửa đào tạo ra lớp diễn viên tài năng mới cho thể loại phim này. Các giương mặt mới trong giới chính kịch đều được phát hiện từ đây. Còn nếu là đơn vị tư nhân thì nhân lực phải là cái tên sáng giá về mặt diễn xuất lẫn nhan sắc, đảm bảo chất lượng lẫn thu hút khán giả. Một điều dĩ nhiên là thù lao cũng không hề thấp, tuy nhiên vẫn có trường hợp diễn viên thân với ê-kíp làm phim nên thù lao không phải là vấn đề đối với họ.